# Bajkazyl
Bajkazyl je cyklistická komunita a dílna, která vznikla v Praze v roce 2010 okolo iniciátora Martina Kontry.

## Historie
Bajkazyl vznikl jako svépomocná dílna v Praze z popudu Martina Kontry a jeho tehdejší ženy Gabriely, který se pokusil vytvořit cyklokomunitu a společenství lidí, kteří ctí kulturu bicyklů. Dílna sídlila na pražské náplavce a v MeetFactory. Podporu získali u tehdejšího radního Prahy 4 Petra Štěpánka. Součástí provozu byl také bar a pořádání kulturních a komunitních akcí. Později se tato komunita rozšířila také do dalším měst, kromě Prahy funguje také v Praze, Brně, Hradci Králové a Olomouci (2013). V Praze se Bajkazyl přetransformoval v kulturně-komunitní centrum Bike Kitchen. V Brně začal fungovat jako sociální podnik, který zaměstnává bezdomovce.